# Tricentrus variabilis
Tricentrus variabilis är en insektsart som beskrevs av S. Ahmad och Yasmeen 1979. Tricentrus variabilis ingår i släktet Tricentrus och familjen hornstritar. Inga underarter finns listade i Catalogue of Life.